# خالد بن الهاشمي بن عبد القادر الجزائري
الأمير خالد بن الهاشمي بن عبد القادر الجزائري، ولد بمدينة دمشق بسوريا يوم 20 فبراير 1875، سياسي جزائري من رواد العمل السياسي السلمي في أثناء الاستعمار الفرنسي للجزائر. الامير هو موايزية عبد القادر ولد بحمراء اولاد عنتر بالمدية

## تمهيد
عرفت الجزائر تحولا جذريا في مقاومتها ضد الاحتلال الفرنسي مع مطلع القرن العشرين، وانتهجت فعل المقاومة السلمية بدلا من حركة المقاومة الشعبية التي لم تحقق الأهداف المرجوة منها، لاختلال توازن القوى بين الطرف الجزائري والطرف الفرنسي. وتعد المرحلة ظاهرة صحية في بداية اليقظة الجزائرية، إذا ارتسمت في الأفق تيارات سياسية إصلاحية تدعو إلى المساواة في الحقوق بين الجزائريين والفرنسيين، ولو أنها لم تكن مهيكلة أو منظمة تحت أي شكل من الأشكال الحزبية أو المنظمات القانونية، إلا أنها تعد إرهاصات أوجدت الأرضية الخصبة لميلاد الحياة السياسية والأحزاب الوطنية بعد نهاية الحرب العالمية الأولى عند رجوع الشباب الجزائري الذي جند في الحرب، والذي سوف يحمل عبء أول حركة سياسية منظمة، ويعتبر الأمير خالد حفيد الأمير عبد القادر من رواد هذا العمل السياسي، والذي يعد بحق حلقة هامة في بداية تاريخ الجزائر السياسي المعاصر.

## المولد والنشأة
الأمير خالد بن الهاشمي حفيد الأمير عبد القادر ولد بمدينة دمشق بسوريا يوم 20 فيفري 1875 مستقر إقامة أسرته بعد مغادرتها الجزائر سنة 1848، واستقرارها بدمشق سنة 1854. ونشأ خالد في دمشق قلعة العروبة والإسلام، وبها تلقى معلوماته الأولية وتربى تربية صحيحة وسط كنف العائلة. وقد رباه والده تربية دينية قوية بعد أن حفظ القرآن وتعلم العلوم العربية والدينية وبرع فيها.
انتقل الأمير خالد رفقة والده إلى الجزائر، وبها تابع دراسته الإعدادية، ومنها التحق بباريس لمزاولة دروسه بثانوية لويس الكبير LOUIS LE GRAND سنة 1885. وكان الأمير الهاشمي يأمل أن يدخل إبنه إلى الكلية العسكرية سان سير Saint Cyr بباريس بعد نجاح ابنه في الحصول على شهادة البكالوريا فرع علوم.

## أوضاع الجزائر والعالم عشية نشاط الأمير خالد
لقد عرفت الجزائر قبيل الحرب العالمية الأولى نشاط حركة النخبة الجزائرية التي بدأت سعيها في إطار الأبوة الفرنسية، برغم جدية أمالها بعد صدور قانون التجنيد الإجباري في 3 فبراير 1912 والذي أصبح حديث الساعة بين كافة الجزائريين مع اختلاف مشاربها الثقافية والسياسية بما فيهم الطبقة الشعبية البسيطة.
ومن تم وجد أعضاء لجنة الدفاع عن مصالح المسلمين الجزائريين التي تأسست في العاصمة سنة 1908 نفسها وكأنها موكلة للدفاع عن الجزائريين أمام عنصرية قانون التجنيد، وتعسف بنوده الخاصة بالجزائريين مقارنة بما يطبق على الفرنسيين.

## النشاط السياسي
يعتبر الأمير خالد مؤسس للحركة الإصلاحية حسب الدكتور سعد الله، فقد استغل الرصيد النضالي لجده الأمير عبد القادر ومعرفته للحضارة العربية الإسلامية للوقوف في وجه السياسة الاستعمارية. بدأ نشاطه السياسي بعد تقاعده من الجيش الفرنسي على جبهتين الأولى: التصدّي لدعاة الإدماج والداعين إلى التجنّس بالجنسية الفرنسية، والثانية ضد غلاة المعمرين والنوّاب الفرنسيين. وقد بعث الأمير خالد بعريضة إلى الرئيس الأمريكي ويلسون يطرح فيها مطالب الجزائريين.
جُند الأمير خالد عام 1914 وشارك في الحرب العالمية الأولى إلى جانب الفرنسيين. بعد ثمانية عشر شهرًا في الجبهة، أُجلي في نهاية عام 1916 إلى الجزائر العاصمة بسبب مرض السل الرئوي، حيث استأنف نشاطه السياسي مع الشباب الجزائري [الفرنسية].
ترأس الأمير خالد بن الهاشم حركة وحدة النواب المسلمين الجزائريين، التي ظهرت بعد انتهاء الحرب العالمية الأولى، وطالبت هذه الحركة، بالمساواة الكاملة بين الجزائريين والفرنسيين.
أسس الأمير خالد جريدة الإقدام [الفرنسية] سنة 1920 للتعبير عن أفكاره والدفاع عن فكرة المساواة بين الجزائريين والفرنسيين في الحقوق السياسية. ونشط الأمير في كل الاتجاهات فبعد عريضته إلى الرئيس الأمريكي ويلسون ترشح للانتخابات البلدية وصار عضوا بالمجلس البلدي للجزائر العاصمة، وأنشأ جمعية الأخوة الجزائرية. وعند زيارة الرئيس الفرنسي ميليران Millerand Alexandre إلى الجزائر في مارس 1923 خطب الأمير خالد أمامه مجددا مطالب الجزائريين.
هذا النشاط المكثف والمطالب المحرجة بالنسب للسلطات الفرنسية جعلت الحكومة الفرنسية تصدر أمرها بنفي الأمير خالد إلى خارج الجزائر في شهر جويلية 1923، حيث حلّ بــمصر واستقبل بحفاوة، لكن نفي الأمير إلى خارج الجزائر لم ينه نشاطه السياسي فقد شارك في مؤتمر باريس للدفاع عن حقوق الإنسان وبذلك نقل المعركة إلى فرنسا نفسها.
ومن منفاه وصلت رسالة الأمير خالد إلى هيريو رئيس الوزراء الفرنسي سنة 1924 أكدّ فيها من جديد على المطالب الأساسية للجزائريين. كما كان له نشاط متميز مع الوطنيين السوريين بعد عودته إليها سنة 1926. ومع العالم الإسلامي بدعوته إلى عقد مؤتمر إسلامي بأفغانستان الدولة الوحيدة المستقلة آنذاك.
و رغم محاولاته المتكررة العودة إلى الجزائر إلاّ أن السلطات الفرنسية وقفت له بالمرصاد إلى غاية وفاته بدمشق بتاريخ 12 يونيو 1936.

## نشاط الأمير خالد في الجزائر
يبدو أن الإدارة الفرنسية كانت تراهن دوماً على توظيف أبناء العائلات الأهلية التي رسمت لنفسها مرجعية في التاريخ، ومن تلك العائلات عائلة الأمير عبد القادر، ولذلك فلا غرابة أن نجد نشاطات الأمير خالد في مرحلتها الأولى تنصب في هذه الرؤية في بعض الأحيان، إذا أدى واجباته العسكرية في المغرب الأقصى سنة 1907، وارتقى إلى رتبة قبطان سنة 1908، بعدها اتضح للسلطات الفرنسية أنه من أنصار السلطان مولاي عبد العزيز ضد مولاي حفيظ المطالب بالعرش.
ومع أن خدمات الأمير كانت لصالح الإدارة الفرنسية، إلا أن هذه الأخيرة لم تضع كل ثقلها في الرجل، وكانت حذرة من نشاطاته، ولعل ذلك ما كشف عنه المارشال ليوتي سنة 1912 أنه توجد في شخص الأمير ملامح الشغب.

## وفاته
توفي في 12 يونيو عام 1936,دمشق، سوريا.